# Multi Unit Spectroscopic Explorer

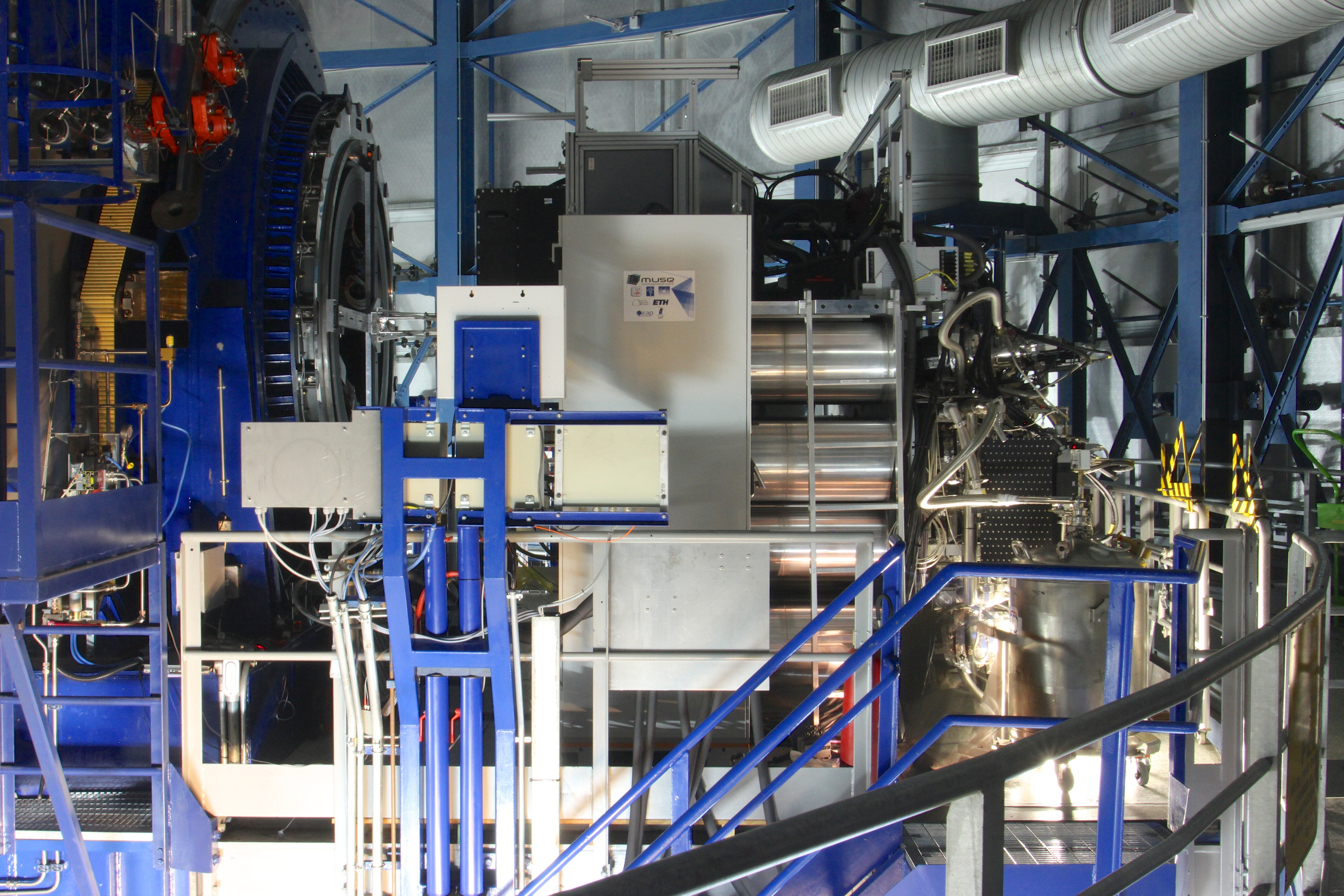
El instrumento MUSE montado sobre Yepun (UT4) en el VLT

El Multi Unit Spectroscopic Explorer (MUSE, Explorador espectroscópico de unidades múltiples) es un instrumento de segunda generación instalado en el Very Large Telescope (VLT) del Observatorio Europeo Austral (ESO).
Es un espectrógrafo de campo integral panorámico que opera en el rango de longitud de onda visible. Combina un amplio campo de visión con un fino muestreo espacial y un amplio rango espectral simultáneo. Está diseñado para aprovechar la resolución espacial mejorada proporcionada por la óptica adaptativa. MUSE captó la primera luz del VLT el 31 de enero de 2014.